# Wissem Abdi
Pour les articles homonymes, voir Abdi (homonymie).
Wissem Abdi (arabe : وسام العابدي), né le 2 avril 1979 à Bouthedi, est un footballeur international tunisien.
Il joue au poste de défenseur central avec l'Espérance sportive de Tunis (EST), club avec lequel il a signé un contrat le liant jusqu'au 30 juin 2011. Abdi, qui évoluait auparavant au club cairote du Zamalek, est la première recrue du mercato hivernal 2008 pour l'EST.

## Clubs
- 2003-2006 : Club sportif sfaxien (Tunisie)
- 2006-2008 : Zamalek Sporting Club (Égypte)
- 2008-2011 : Espérance sportive de Tunis (Tunisie)